# 9年
| 千纪： | 1千纪                                                                          |
| 世纪： | 前1世纪 \| 1世纪 \| 2世纪                                                      |
| 年代： | 前20年代 \| 前10年代 \| 前0年代 \| 0年代 \| 10年代 \| 20年代 \| 30年代         |
| 年份： | 4年 \| 5年 \| 6年 \| 7年 \| 8年 \| 9年 \| 10年 \| 11年 \| 12年 \| 13年 \| 14年 |
| 纪年： | 新始建国元年                                                                   |

## 大事记
- 中国
  - 1月10日——王莽廢西漢孺子嬰劉嬰為定安公，西漢亡。
  - 1月15日——王莽將原定西漢孺子嬰初始元年十二月初一改成新王莽始建國元年正月初一，使得初始元年無十二月。[1]
  - 王莽改革官制，封王舜為太師，封安新公；平晏為太傅，就新公；劉歆為國師，嘉新公；哀章為國將，美新公：是為「四輔」，位居上公。又以甄邯為大司馬，承新公；王尋為大司徒，章新公；王邑為大司空，隆新公：是為「三公」。又以甄豐為更始將軍，廣新公；王興為衛將軍，奉新公；孫建為立國將軍，成新公；王盛為前將軍，崇新公：是為「四將」。共十一公。新置大司馬司允，大司徒司直，大司空司若，位皆孤卿。更名大司農為羲和，後更名為納言，大理為作士，太常為秩宗，大鴻臚為典樂，少府為共工，水衡都尉為予虞，與三孤卿共稱「九卿」，分屬於三公。每一卿置大夫三人，每一大夫置元士三人，共二十七大夫，八十一元士，分主中央各官署。又更名光祿勳為司中，太僕為太禦，衛尉為太衛，執金吾為奮武，中尉為軍正，另新置大贅官，掌乘輿服禦物，後又掌兵秩，位皆上卿，號為「六監」；改郡太守為大尹，都尉為太尉，縣令長為宰，禦史為執法，公車司馬為王路四門。又更名長樂宮為常樂室，未央宮為壽成室，前殿為王路堂，長安曰常安。
  - 王莽以古稱「天無二日，土無二王」為由，認為漢之諸侯及四夷稱王有違古制，規定諸侯為王者改稱為公，四夷僭號稱王者改稱為侯，更換單于璽，改授新匈奴單于章，匈奴因而遣將兵眾萬騎屯兵塞下。
  - 四月，王莽決定參照古代井田制，將天下田改稱“王田”，禁止買賣。男丁未滿八人，而田超過一井者，分餘田給九族鄰裡鄉黨。原本無田或田地不足者，由官方分配。同時，他還下令改奴婢為「私屬」，禁止買賣。
  - 王莽發行小泉直一，與大泉五十共同流通，禁五銖。
  - 王莽依五等爵封古帝王與先賢後裔及王氏親族，並且派遣騎都尉嚻等分別營建黃帝園位於上都橋畤，虞帝園於零陵九疑，胡王園於淮陽陳，敬王園於齊臨淄，湣王園於城陽莒，伯王（莽高祖）園於濟南東平陵，孺王（莽曾祖）園於魏郡元城，令使者四時致祭。
- 罗马帝国
  - 达尔马提亚等地起义被平定。
  - 由於日耳曼行省 總督瓦魯斯試圖引進羅馬的租稅與法律制度，引起日耳曼人起義，遂爆發條頓堡森林戰役，普布利烏斯·昆克蒂利烏斯·瓦盧斯率領第十七、十八、十九軍團鎮壓，日耳曼人在切魯西部落的阿尔米尼烏斯領導下，羅馬軍團在條頓堡森林 遭受埋伏全軍覆沒，指挥官瓦鲁斯自杀，此後羅馬帝國停止向日耳曼地區擴張，雙方大致以萊茵河為邊界。

## 各国领袖

### 非洲
- 库施
  - 国王：Natakamani（前1年－20年）
- 毛里塔尼亚
  - 国王：Juba II（前25年－23年）

### 亚洲
- 中国：
  - 新朝：
    - 皇帝：王莽（8年－23年）
- 匈奴
  - 单于：乌珠留若鞮单于（前8年－13年）
- 朝鲜
  - 百济：
    - 国王：温祚王（前18年－28年）

  - 东扶余：
    - 国王：带素（前7年－22年）

  - 高句丽：
    - 国王：琉璃王（前19年－18年）

  - 新罗：
    - 国王：南解次次雄（4年－24年）
- 贵霜帝国
  - 翕侯：赫拉欧斯（1年－30年）

### 欧洲
- 阿特雷巴特
  - 国王：Eppillus（7年－15年）
- 卡图维勒尼
  - 国王：
    1. Tasciovanus（前20年－9年）
    2. Cunobelinus（9年－40年）
- 高加索伊比里亚
  - 国王：Aderk（前2年－30年）
- 马科曼尼
  - 国王：Marbod（前9年－19年）
- 罗马帝国
  - 皇帝：奥古斯都（前27年－14年）

### 中东
- 卡帕多细亚
  - 国王：Archelaus（前36年－17日）
- 科马吉尼
  - 国王：Antiochus III（前12年－17年）
- 奈巴提亚
  - 国王：Aretas IV Philopatris（前9年－40年）
- 奥斯若恩
  - 国王：Ma'nu IV bar Ma'nu（7年－13年）
- 安息
  - 国王：Vonones I（8年－12年）
- 本都 - 皮托多里斯，本都女王（西元前8年－西元23年）

## 出生
- 賈復，中國東漢軍事人物
- 維斯帕先，羅馬帝國的皇帝

## 逝世
- 瓦鲁斯，奧古斯都統治下羅馬帝國的政治家和將軍，因條頓堡森林戰役而聞名。